# Fondation Res Publica
Pour les articles homonymes, voir Respublica.
La Fondation Res Publica est une fondation créée en 2004 reconnue d'utilité publique, par décret du 30 décembre 2005,. Fondée par Jean-Pierre Chevènement, elle est présidée par Marie-Françoise Bechtel depuis l'été 2021, Jean-Pierre Chevènement restant le président d'honneur.
La fondation organise une petite dizaine de colloques chaque année, quelquefois en partenariat avec d'autres organismes,. Parmi les sujets traités se trouvent la République, l'organisation administrative de la France, l'Europe ainsi que les relations internationales.
Son conseil d'administration est composé de neuf personnes.
La collection L'idée républicaine est éditée par la Fondation Res Publica avec les éditions Fayard.